# Szentkirály
Szentkirály är en ort i Ungern.   Den ligger i provinsen Bács-Kiskun, i den centrala delen av landet, 90 km sydost om huvudstaden Budapest. Szentkirály ligger 101 meter över havet och antalet invånare är 1 965.
Terrängen runt Szentkirály är mycket platt, och sluttar österut. Runt Szentkirály är det ganska tätbefolkat, med 54 invånare per kvadratkilometer. Närmaste större samhälle är Kecskemét, 17,3 km väster om Szentkirály. Omgivningarna runt Szentkirály är en mosaik av jordbruksmark och naturlig växtlighet.